# Таггеранонг

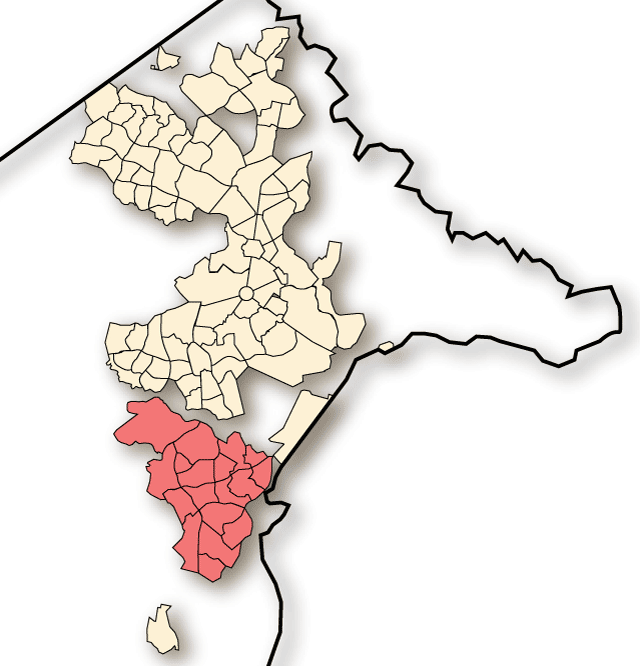
Расположение Таггеранонга

Таггеранонг (англ. Tuggeranong) — округ Канберры, столицы Австралии, объединяет 19 районов. В округе насчитывается 31 819 частных домовладений, население 87 119 человек. Округ занимает 117 квадратных километров к востоку от реки Маррамбиджи.

## Этимология
Ещё в колониальную эпоху равнина к югу от современного центра округа носила название Таггеранонг. Это слово происходит из языка местных аборигенов и переводится как «холодная равнина».

## История
Скальные рисунки и другие артефакты аборигенов, обнаруженные в данном регионе, подтверждают, что район Таггеранонга был заселён первыми жителями, народностью нгуннавал, более чем 21 тысячу лет назад. Первые европейцы появились в районе Канберры в 1820 году. Годом позднее третья экспедиция, возглавлявшаяся Чарльзом Тросби, достигла реки Маррамбиджи в районе сегодняшнего острова Пайн и долины, теперь занимаемой округом Таггеранонг. В 1823 году майор Джон Овенс и капитан Марк Карри, наняв в качестве проводника Джозефа Вайлда, совершили путешествие вдоль южного берега Маррамбиджи. Они назвали район, сейчас известный как Таггеранонг, равниной Изабеллы в часть дочери губернатора Томаса Брисбена. Они не смогли пересечь реку в районе нынешней деревни Тарвы и продолжили поход далее до равнины Монаро.

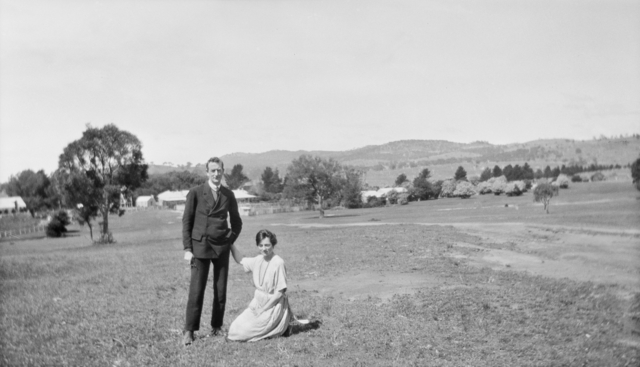
Чарльз Бин с женой Эффи в поместье Таггеранонг, между 1919 и 1925 годами

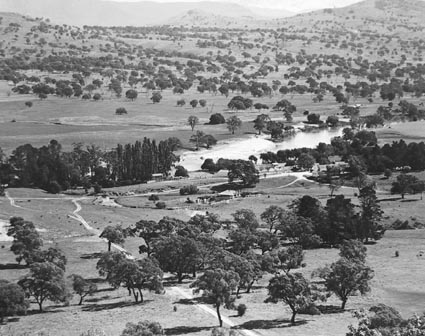
Вид на поместье Лэйнион, 1950 год

Последняя экспедиция в регион была предпринята Алланом Каннингемом в 1824 году. Его отчёт подтвердил, что регион является подходящим для выпаса скота, и немедленно после этого последовало заселение долины Лаймстоун.
В 1828 году около реки Маррамбиджи в Таггеранонге Джеймс Эйнсли с двумя помощниками арестовали известного преступника, беглого каторжника Джона Теннанта, в часть которого позднее была названа гора Теннент близ деревни Тарва.
Первым поселенцем в регионе стал Джеймс Мёрдок, которому в 1824 году был предложен небольшой земельный участок на равнине Таггеранонг. Аренда земли была оформлена им в 1827 году. Поместье Ланьон, первыми владельцами которого стали Джеймс Райт и Джон Ланьон, было основано в 1835 году. Затем Райт выкупил собственность у Ланьона, прожившего в Австралии три года. В 1848 году Райт продал поместье семье Каннингем.
В 1835 году полковник Томах Хайах Маккуид, бывший в это время шерифом Верховного Суда Нового Южного Уэльса, приобрел поместье Таггеранонг,  имевшего тогда название Ваньясса. Сельскохозяйственный кризис 1840 года тяжело отразился на хозяйстве, и Маккуид, чтобы избежать банкротства, покончил жизнь самоубийством. Его сын унаследовал поместье, а кредиторы позволили продолжать бизнес до продажи собственности в 1858 году семье Каннингем, тогда уже владевшей соседним поместьем Ланьон. Они и переименовали Ваньяссу в Таггеранонг. В начале XIX века вся эта территория стала частью прихода Таггеранонг.
Поместье Таггеранонг было перестроено семьёй Каннингем в 1908 году. В 1917 году оно было изъято Правительством Содружества для военных целей. Семья Каннингем оставалась в поместье Ланьон до 1926 года. С 1919 по 1925 годы Чарльз Бин с сотрудниками написали здесь первые два из двенадцати томов «Официальной истории участия Австралии в Первой мировой войне». Семья Маккормак арендовала земли поместья Таггеранонг в качестве пастбищных угодий с 1927 по 1976 годы.
21 февраля 1973 года в Таггеранонге было начато строительство третьего из запланированных для Канберры городов-спутников. Первоначально он был рассчитан на 180—220 тысяч жителей. Проектирование округа началось в 1969 году. Первые семьи переехали в район Камба в 1974 году.
Пятая пожарная станция Канберры была открыта в районе Камба в 1979 году для обслуживания нового города-спутника.

## Планировка

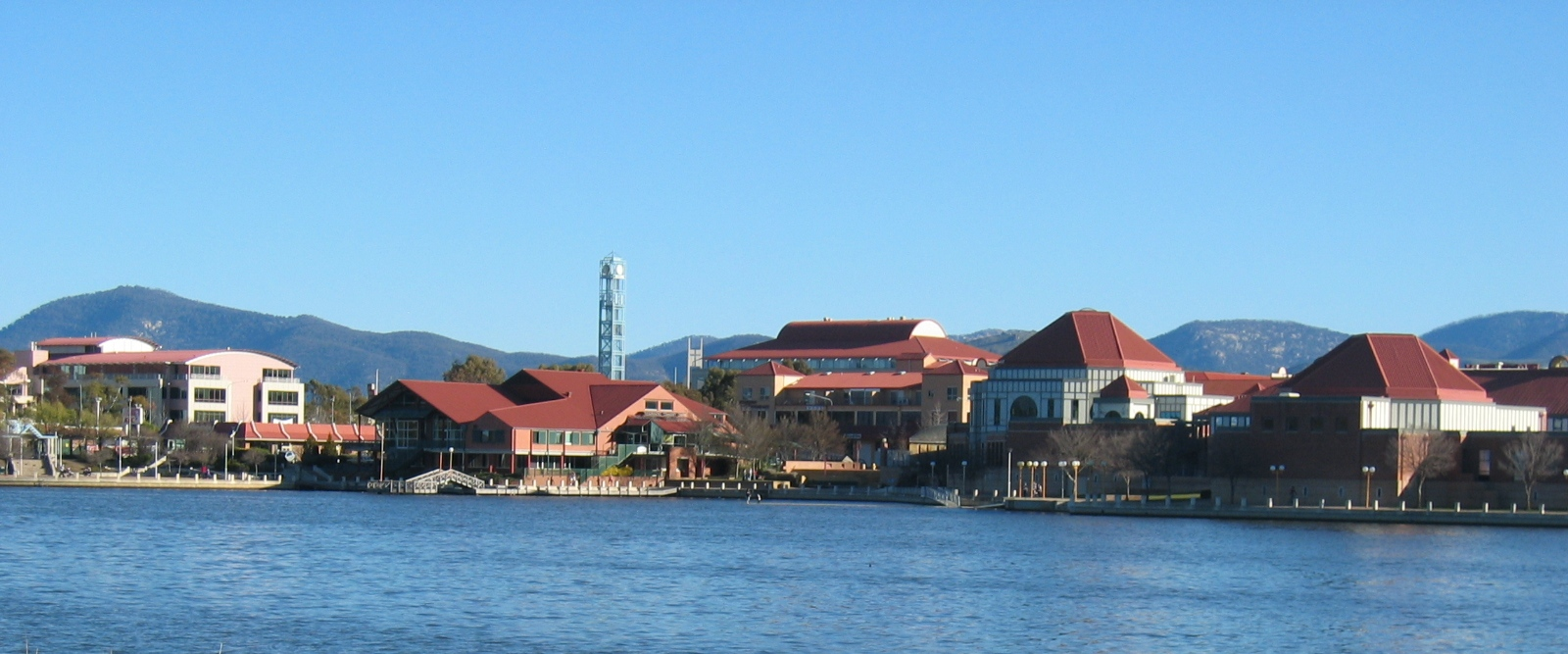
Таун центр Таггеранонг расположен на водохранилище Таггеранонг

Городская структура консолидирована вокруг искусственного озера Таггеранонг, созданного путём строительства дамбы на притоке реки Маррамбиджи в 1987 году. На берегах озера расположен ряд общественных учреждений, в том числе Колледж озера Таггеранонг (старшая школа для учащихся 11 — 12 классов), библиотека, общественный центр, два предприятия быстрого питания и Центр искусств Таггеранонг.
Таун центр Таггеранонг расположен к западу от озера. Он включает в себя большой торговый центр Таггеранонг Гипердом, окружённый офисами федеральных и региональных государственных организаций, и небольшую промышленную зону.

## Достопримечательности

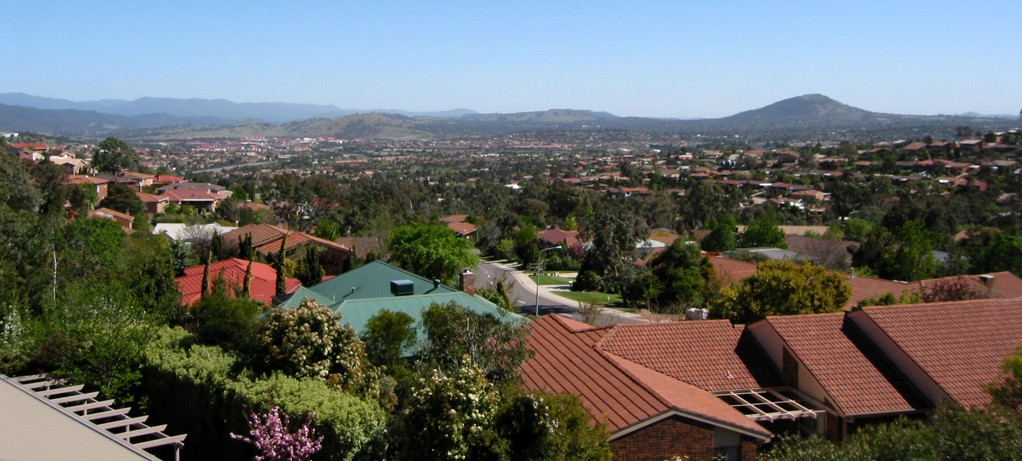
Вид на долину Таггеранонг с Таггеранонг Хилл

- Центр искусств Таггеранонг — общественное здание, в котором находятся театр, галерея, танцевальная студия и художественные студии
- Туккеренонг Хилл — обширный холм, доминирующий над долиной
- Поместье Ланьон — историческое поместье с художественной галереей
- Поместье Таггеранонг — историческое поместье с кафе и центром для проведения массовых мероприятий
- Таггеранонг Гипердом — крупный торговый центр
- Таггеранонг Таун Центр

## Районы Таггеранонга
- Бэнкс
- Бонитон
- Калуэлл
- Чисхолм
- Кондер
- Фадден
- Гилмор
- Гордон
- Гори
- Гринуэй
- Хьюм
- Изабелла Плэйнс
- Камба
- Макартур
- Монаш
- Оксли
- Ричардсон
- Теодор
- Ванниасса